# Colostygia aestivalis
Colostygia aestivalis är en fjärilsart som beskrevs av Dioszeghy 1930. Colostygia aestivalis ingår i släktet Colostygia och familjen mätare. Inga underarter finns listade i Catalogue of Life.